# Harry Maguire
Jacob Harry Maguire (Sheffield, 5 maart 1993) is een Engels voetballer die doorgaans speelt als centrale verdediger. In augustus 2019 verruilde hij Leicester City voor Manchester United. Maguire maakte in 2017 zijn debuut in het Engels voetbalelftal.

## Clubcarrière

### Sheffield United
Maguire speelde tussen 2004 en 2006 in de jeugdopleiding van Barnsley en verkaste in 2006 op dertienjarige leeftijd naar Sheffield United. Daar speelde hij vijf jaar in de jeugd, alvorens hij op 12 april 2011 zijn debuut mocht maken in de hoofdmacht. Tijdens het seizoen 2010/11 kwam hij vijf keer in actie, maar hij kon Sheffield niet behoeden tegen degradatie naar de League One. Vanaf het seizoen 2011/12 kreeg Maguire een basisplaats en die wist hij ook te behouden. In oktober 2011 verlengde de jonge verdediger tevens zijn verbintenis tot medio 2015. Hij speelde drie jaar met Sheffield United in de League One en kwam in vier seizoenen tot 166 wedstrijden voor Sheffield, waarin hij twaalf doelpunten maakte.

### Hull City
Een jaar voor dit contract afliep, verkaste hij naar Hull City, dat iets meer dan drie miljoen euro voor zijn diensten betaalde en twee divisies hoger uitkwam in de Premier League. In zijn eerste halve seizoen kwam Maguire tot drie wedstrijden en hierop werd hij verhuurd aan Wigan Athletic. Na zijn terugkeer in Hull was de club gedegradeerd en in het Championship kwam hij vaker in actie voor de club. Na één jaar werd promotie terug naar de Premier League behaald. In totaal speelde hij 75 wedstrijden voor Hull, waarin hij drie goals maakte.

### Leicester City
In de zomer van 2017 maakte Maguire de overstap naar Leicester City, waar hij zijn handtekening zette onder een verbintenis voor de duur van vijf seizoenen. Daar moest hij de ouder wordende Robert Huth en Wes Morgan, met wie Leicester twee seizoenen daarvoor landskampioen was geworden, gaan vervangen. Hij miste geen enkele competitiewedstrijd dat seizoen en maakte indruk bij Leicester. Na een jaar werd zijn contract dan ook met één seizoen verlengd tot medio 2023. Ook zijn tweede seizoen speelde hij sterk bij Leicester, dat negende werd dat seizoen.

### Manchester United

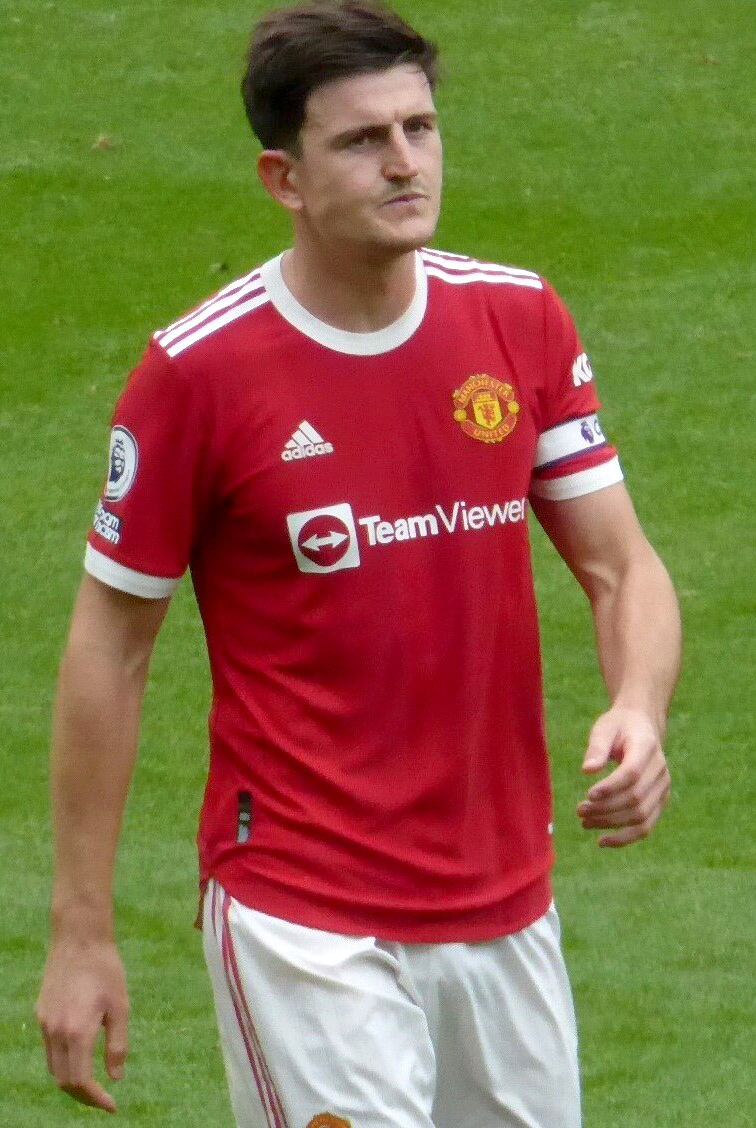
Maguire in 2021

Maguire tekende in augustus 2019 een contract tot medio 2025 bij Manchester United, dat zevenentachtig miljoen euro voor hem betaalde. Met dit bedrag werd hij de duurste verdediger in de geschiedenis van het voetbal. Hij begon droeg in zijn eerste seizoen geregeld de aanvoerdersband bij afwezigheid van aanvoerder Ashley Young. Toen deze in januari uitgeleend werd aan Internazionale, werd hij de eerste aanvoerder. Negen dagen later scoorde in de bekerwedstrijd tegen Tranmere Rovers zijn eerste doelpunt voor de club. United werd dat seizoen derde en Maguire speelde alle competitiewedstrijden dat seizoen. Op 25 april 2021 evenaarde Maguire het clubrecord van Gary Pallister van meeste competitiewedstrijden achter elkaar de volledige de negentig minuten spelen (71 keer). Hij kon dit record echter niet voor zichzelf krijgen doordat hij de wedstrijd erop moest worden gewisseld door een enkelblessure. Op 26 mei 2021 miste Maguire de finale van de UEFA Europa League, die United op penalty's verloor van Villarreal door een gemiste penalty van doelman David de Gea.
In zijn derde seizoen kreeg Maguire veel kritiek over zich heen, omdat Manchester United zesde werd met een laagste puntenaantal sinds de oprichting van de Premier League en de meeste tegengoals sinds het seizoen 1978/19. Die zomer begon Erik ten Hag als coach van Manchester United en de Nederlander koos al gauw voor nieuwe aankoop Lisandro Martínez als partner van Raphaël Varane. Dat seizoen startte Maguire in slechts acht competitiewedstrijden. Op 7 oktober 2023 gaf Maguire in blessuretijd een assist op Scott McTominay die daarmee zijn tweede goal van de wedstrijd maakte en zorgde voor een 2–1 overwinning op Brentford. Op 24 oktober maakte hij het enige doelpunt in de UEFA Champions League-wedstrijd tegen FC Kopenhagen voor Manchester United, dat op dat moment nog puntloos was in de competitie na twee nederlagen in de groepsfase. De optie in zijn aflopende contract werd in januari 2025 gelicht, waardoor hij een jaar langer kwam vast te liggen.

## Clubstatistieken
| Seizoen | Club              | Competitie     | Competitie | Competitie | Beker | Beker | Internationaal | Internationaal | Totaal | Totaal |
| Seizoen | Club              | Competitie     | Wed.       | Dlp.       | Wed.  | Dlp.  | Wed.           | Dlp.           | Wed.   | Dlp.   |
| ------- | ----------------- | -------------- | ---------- | ---------- | ----- | ----- | -------------- | -------------- | ------ | ------ |
| 2010/11 | Sheffield United  | Championship   | 5          | 0          | 0     | 0     | —              | —              | 5      | 0      |
| 2011/12 | Sheffield United  | League One     | 47         | 1          | 9     | 0     | —              | —              | 56     | 1      |
| 2012/13 | Sheffield United  | League One     | 46         | 3          | 7     | 2     | —              | —              | 53     | 5      |
| 2013/14 | Sheffield United  | League One     | 41         | 5          | 11    | 1     | —              | —              | 52     | 6      |
| 2014/15 | Hull City         | Premier League | 3          | 0          | 2     | 0     | 1              | 0              | 6      | 0      |
| 2014/15 | → Wigan Athletic  | Championship   | 16         | 1          | 0     | 0     | —              | —              | 16     | 1      |
| 2015/16 | Hull City         | Championship   | 24         | 0          | 9     | 0     | —              | —              | 33     | 0      |
| 2016/17 | Hull City         | Premier League | 29         | 2          | 7     | 1     | —              | —              | 36     | 3      |
| 2017/18 | Leicester City    | Premier League | 38         | 2          | 6     | 0     | —              | —              | 44     | 2      |
| 2018/19 | Leicester City    | Premier League | 31         | 3          | 1     | 0     | —              | —              | 32     | 3      |
| 2019/20 | Manchester United | Premier League | 38         | 1          | 8     | 2     | 9              | 0              | 55     | 3      |
| 2020/21 | Manchester United | Premier League | 34         | 2          | 7     | 0     | 11             | 1              | 52     | 3      |
| 2021/22 | Manchester United | Premier League | 30         | 1          | 1     | 0     | 6              | 1              | 37     | 2      |
| 2022/23 | Manchester United | Premier League | 16         | 0          | 8     | 0     | 7              | 0              | 31     | 0      |
| 2023/24 | Manchester United | Premier League | 22         | 2          | 5     | 1     | 4              | 1              | 31     | 4      |
| 2024/25 | Manchester United | 13             | 0          | 2          | 0     | 2     | 1              | 17             | 1      |        |
| Totaal  | Totaal            | Totaal         | 433        | 23         | 83    | 8     | 40             | 4              | 556    | 34     |

Bijgewerkt op 7 januari 2025.

## Interlandcarrière
Maguire maakte zijn debuut in het Engels voetbalelftal op 8 oktober 2017, toen met 0–1 gewonnen werd van Litouwen door een benutte strafschop van Harry Kane. De verdediger mocht van bondscoach Gareth Southgate in de basis beginnen en hij speelde de volledige negentig minuten mee.
Maguire werd in mei 2018 door Southgate opgenomen in de selectie van Engeland voor het wereldkampioenschap in Rusland. Engeland werd uiteindelijk vierde op het toernooi, nadat in de wedstrijd om de derde plaats met 2–0 verloren werd van België. Maguire speelde op het WK in alle zeven wedstrijden mee van Engeland. In de kwartfinale, tegen Zweden, kwam hij ook voor het eerst tot scoren in het nationale elftal. Na dertig minuten zette hij de Engelsen op voorsprong, waarna Dele Alli de wedstrijd besliste op 0–2.
Maguire werd in juni 2021 door Southgate opgenomen in de selectie van Engeland voor het uitgestelde EK 2020. Tijdens het toernooi haalde Engeland de finale, waarin verloren werd van Italië (1–1, 3–2 na strafschoppen). In de groepsfase werd gewonnen van Kroatië (1–0) en Tsjechië (0–1) en gelijkgespeeld tegen Schotland (0–0). Daarna werd achtereenvolgens afgerekend met Duitsland (2–0), Oekraïne (0–4) en Denemarken (2–1 na verlenging). Maguire miste de wedstrijden tegen Kroatië en Schotland en speelde in de andere vijf wedstrijden mee. Zijn toenmalige teamgenoten Daniel James (Wales), Luke Shaw, Marcus Rashford, Dean Henderson (allen eveneens Engeland), Scott McTominay (Schotland), David de Gea (Spanje), Victor Lindelöf (Zweden), Paul Pogba (Frankrijk) en Bruno Fernandes (Portugal) waren ook actief op het EK.
In november 2022 werd Maguire door Southgate opgenomen in de selectie voor het WK 2022. Tijdens dit WK werd Engeland door Frankrijk uitgeschakeld in de kwartfinales nadat in de groepsfase gewonnen was van Iran en Wales en gelijkgespeeld tegen de Verenigde Staten en in de achtste finales Senegal was uitgeschakeld. Maguire kwam in alle vijf duels in actie. Zijn toenmalige clubgenoten Tyrell Malacia (Nederland), Luke Shaw, Marcus Rashford (beiden eveneens Engeland), Lisandro Martínez (Argentinië), Christian Eriksen (Denemarken), Raphaël Varane (Frankrijk), Casemiro, Fred, Antony (allen Brazilië), Diogo Dalot, Cristiano Ronaldo, Bruno Fernandes (allen Portugal) en Facundo Pellistri (Uruguay) waren ook actief op het toernooi.
In mei 2024 werd Maguire door Southgate opgenomen in de voorselectie voor het EK 2024 in Duitsland, maar door blessureleed haakte hij af voor de definitieve selectie.
| Interlands van Harry Maguire voor Engeland | Interlands van Harry Maguire voor Engeland | Interlands van Harry Maguire voor Engeland | Interlands van Harry Maguire voor Engeland | Interlands van Harry Maguire voor Engeland | Interlands van Harry Maguire voor Engeland | Interlands van Harry Maguire voor Engeland |
| №                                          | Datum                                      | Wedstrijd                                  | Uitslag                                    | Competitie                                 | Goals                                      |                                            |
| Als speler bij Leicester City              | Als speler bij Leicester City              | Als speler bij Leicester City              | Als speler bij Leicester City              | Als speler bij Leicester City              | Als speler bij Leicester City              | Als speler bij Leicester City              |
| ------------------------------------------ | ------------------------------------------ | ------------------------------------------ | ------------------------------------------ | ------------------------------------------ | ------------------------------------------ | ------------------------------------------ |
| 1                                          | 8 oktober 2017                             | Litouwen – Engeland                        | 0 – 1                                      | WK 2018 kwalificatie                       |                                            |                                            |
| 2                                          | 10 november 2017                           | Engeland – Duitsland                       | 0 – 0                                      | Vriendschappelijk                          |                                            |                                            |
| 3                                          | 14 november 2017                           | Engeland – Brazilië                        | 0 – 0                                      | Vriendschappelijk                          |                                            |                                            |
| 4                                          | 23 maart 2018                              | Nederland – Engeland                       | 0 – 1                                      | Vriendschappelijk                          |                                            |                                            |
| 5                                          | 7 juni 2018                                | Engeland – Costa Rica                      | 2 – 0                                      | Vriendschappelijk                          |                                            |                                            |
| 6                                          | 18 juni 2018                               | Tunesië – Engeland                         | 1 – 2                                      | WK 2018                                    |                                            |                                            |
| 7                                          | 24 juni 2018                               | Engeland – Panama                          | 6 – 1                                      | WK 2018                                    |                                            |                                            |
| 8                                          | 28 juni 2018                               | Engeland – België                          | 0 – 1                                      | WK 2018                                    |                                            |                                            |
| 9                                          | 3 juli 2018                                | Colombia – Engeland                        | 1 – 1 (3 – 4 n.s.)                         | WK 2018                                    |                                            |                                            |
| 10                                         | 7 juli 2018                                | Zweden – Engeland                          | 0 – 2                                      | WK 2018                                    | 30'                                        |                                            |
| 11                                         | 11 juli 2018                               | Kroatië – Engeland                         | 2 – 1 (n.v.)                               | WK 2018                                    |                                            |                                            |
| 12                                         | 14 juli 2018                               | België – Engeland                          | 2 – 0                                      | WK 2018                                    |                                            |                                            |
| 13                                         | 8 september 2018                           | Engeland – Spanje                          | 1 – 2                                      | Nations League 2018/19                     |                                            |                                            |
| 14                                         | 11 september 2018                          | Engeland – Zwitserland                     | 1 – 0                                      | Vriendschappelijk                          |                                            |                                            |
| 15                                         | 12 oktober 2018                            | Kroatië – Engeland                         | 0 – 0                                      | Nations League 2018/19                     |                                            |                                            |
| 16                                         | 15 oktober 2018                            | Spanje – Engeland                          | 2 – 3                                      | Nations League 2018/19                     |                                            |                                            |
| 17                                         | 22 maart 2019                              | Engeland – Tsjechië                        | 5 – 0                                      | EK 2020 kwalificatie                       |                                            |                                            |
| 18                                         | 25 maart 2019                              | Montenegro – Engeland                      | 1 – 5                                      | EK 2020 kwalificatie                       |                                            |                                            |
| 19                                         | 6 juni 2019                                | Nederland – Engeland                       | 3 – 1                                      | Nations League 2018/19                     |                                            |                                            |
| 20                                         | 9 juni 2019                                | Zwitserland – Engeland                     | 0 – 0                                      | Nations League 2018/19                     |                                            |                                            |
| Als speler bij Manchester United           |                                            |                                            |                                            |                                            |                                            |                                            |
| 21                                         | 7 september 2019                           | Engeland – Bulgarije                       | 4 – 0                                      | EK 2020 kwalificatie                       |                                            |                                            |
| 22                                         | 10 september 2019                          | Engeland – Kosovo                          | 5 – 3                                      | EK 2020 kwalificatie                       |                                            |                                            |
| 23                                         | 11 oktober 2019                            | Tsjechië – Engeland                        | 2 – 1                                      | EK 2020 kwalificatie                       |                                            |                                            |
| 24                                         | 14 oktober 2019                            | Bulgarije – Engeland                       | 0 – 6                                      | EK 2020 kwalificatie                       |                                            |                                            |
| 25                                         | 14 november 2019                           | Engeland – Montenegro                      | 7 – 0                                      | EK 2020 kwalificatie                       |                                            |                                            |
| 26                                         | 17 november 2019                           | Kosovo – Engeland                          | 0 – 4                                      | EK 2020 kwalificatie                       |                                            |                                            |
| 27                                         | 11 oktober 2020                            | Engeland – België                          | 2 – 1                                      | Nations League 2020/21                     |                                            |                                            |
| 28                                         | 14 oktober 2020                            | Engeland – Denemarken                      | 0 – 1                                      | Nations League 2020/21                     |                                            |                                            |
| 29                                         | 12 november 2020                           | Engeland – Ierland                         | 3 – 0                                      | Vriendschappelijk                          | 18'                                        |                                            |
| 30                                         | 18 november 2020                           | Engeland – IJsland                         | 4 – 0                                      | Nations League 2020/21                     |                                            |                                            |
| 31                                         | 28 maart 2021                              | Albanië – Engeland                         | 0 – 2                                      | WK 2022 kwalificatie                       |                                            |                                            |
| 32                                         | 31 maart 2021                              | Engeland – Polen                           | 2 – 1                                      | WK 2022 kwalificatie                       | 85'                                        |                                            |
| 33                                         | 22 juni 2021                               | Tsjechië – Engeland                        | 0 – 1                                      | EK 2020                                    |                                            |                                            |
| 34                                         | 29 juni 2021                               | Engeland – Duitsland                       | 2 – 0                                      | EK 2020                                    |                                            |                                            |
| 35                                         | 3 juli 2021                                | Oekraïne – Engeland                        | 0 – 4                                      | EK 2020                                    | 46'                                        |                                            |
| 36                                         | 7 juli 2021                                | Engeland – Denemarken                      | 2 – 1                                      | EK 2020                                    |                                            |                                            |
| 37                                         | 11 juli 2021                               | Italië – Engeland                          | 1 – 1 (3 – 2 n.s.)                         | EK 2020                                    |                                            |                                            |
| 38                                         | 2 september 2021                           | Hongarije – Engeland                       | 0 – 4                                      | WK 2022 kwalificatie                       | 69'                                        |                                            |
| 39                                         | 8 september 2021                           | Polen – Engeland                           | 1 – 1                                      | WK 2022 kwalificatie                       |                                            |                                            |
| 40                                         | 12 november 2021                           | Engeland – Albanië                         | 5 – 0                                      | WK 2022 kwalificatie                       | 9'                                         |                                            |
| 41                                         | 15 november 2021                           | San Marino – Engeland                      | 0 – 10                                     | WK 2022 kwalificatie                       | 6'                                         |                                            |
| 42                                         | 29 maart 2022                              | Engeland – Ivoorkust                       | 3 – 0                                      | Vriendschappelijk                          |                                            |                                            |
| 43                                         | 4 juni 2022                                | Hongarije – Engeland                       | 1 – 0                                      | Nations League 2022/23                     |                                            |                                            |
| 44                                         | 7 juni 2022                                | Duitsland – Engeland                       | 1 – 1                                      | Nations League 2022/23                     |                                            |                                            |
| 45                                         | 11 juni 2022                               | Engeland – Italië                          | 0 – 0                                      | Nations League 2022/23                     |                                            |                                            |
| 46                                         | 14 juni 2022                               | Engeland – Hongarije                       | 0 – 4                                      | Nations League 2022/23                     |                                            |                                            |
| 47                                         | 23 september 2022                          | Italië – Engeland                          | 1 – 0                                      | Nations League 2022/23                     |                                            |                                            |
| 48                                         | 26 september 2022                          | Engeland – Duitsland                       | 3 – 3                                      | Nations League 2022/23                     |                                            |                                            |
| 49                                         | 21 november 2022                           | Engeland – Iran                            | 6 – 2                                      | WK 2022                                    |                                            |                                            |
| 50                                         | 25 november 2022                           | Engeland – Verenigde Staten                | 0 – 0                                      | WK 2022                                    |                                            |                                            |
| 51                                         | 29 november 2022                           | Wales – Engeland                           | 0 – 3                                      | WK 2022                                    |                                            |                                            |
| 52                                         | 4 december 2022                            | Engeland – Senegal                         | 3 – 0                                      | WK 2022                                    |                                            |                                            |
| 53                                         | 10 december 2022                           | Engeland – Frankrijk                       | 1 – 2                                      | WK 2022                                    |                                            |                                            |
| 54                                         | 23 maart 2023                              | Italië – Engeland                          | 1 – 2                                      | EK 2024 kwalificatie                       |                                            |                                            |
| 55                                         | 26 maart 2023                              | Engeland – Oekraïne                        | 2 – 0                                      | EK 2024 kwalificatie                       |                                            |                                            |
| 56                                         | 16 juni 2023                               | Malta – Engeland                           | 0 – 4                                      | EK 2024 kwalificatie                       |                                            |                                            |
| 57                                         | 19 juni 2023                               | Engeland – Noord-Macedonië                 | 7 – 0                                      | EK 2024 kwalificatie                       |                                            |                                            |
| 58                                         | 9 september 2023                           | Oekraïne – Engeland                        | 1 – 1                                      | EK 2024 kwalificatie                       |                                            |                                            |
| 59                                         | 12 september 2023                          | Schotland – Engeland                       | 1 – 3                                      | Vriendschappelijk                          |                                            |                                            |
| 60                                         | 17 oktober 2023                            | Engeland – Italië                          | 3 – 1                                      | EK 2024 kwalificatie                       |                                            |                                            |
| 61                                         | 17 november 2023                           | Engeland – Malta                           | 2 – 0                                      | EK 2024 kwalificatie                       |                                            |                                            |
| 62                                         | 20 november 2023                           | Noord-Macedonië – Engeland                 | 1 – 1                                      | EK 2024 kwalificatie                       |                                            |                                            |
| 63                                         | 23 maart 2024                              | Engeland – Brazilië                        | 0 – 1                                      | Vriendschappelijk                          |                                            |                                            |
| 64                                         | 7 september 2024                           | Ierland – Engeland                         | 0 – 2                                      | Nations League 2024/25                     |                                            |                                            |

Bijgewerkt op 7 januari 2025.

## Erelijst
| EFL Cup | 1 | 2022/23 |
| FA Cup  | 1 | 2023/24 |